# 2000–2001-es angol labdarúgó-bajnokság (első osztály)
Az angol labdarúgó-bajnokság első osztályának 2000–2001-es kiírása volt a Premier League kilencedik szezonja. A Manchester United nyerte a bajnoki címet története során tizennegyedik alkalommal. Az Arsenal végzett a második, míg a Liverpool a harmadik helyen.

## Feljutó csapatok
A Charlton Athletic 91 ponttal nyerte meg a másodosztályt, a másodikként a Manchester City jutott fel, míg a rájátszást az Ipswich Town nyerte.

### Kieső csapatok
A szezon végén a Manchester City és a Coventry City 34 ponttal esett ki míg az utolsó Bradford City 26 ponttal és mindössze 5 győzelemmel esett ki.

## Végeredmény
| #  | Csapat                | Mérk. | GY | D  | V  | RG | KG | GK  | P  | Megjegyzés                                   |
| -- | --------------------- | ----- | -- | -- | -- | -- | -- | --- | -- | -------------------------------------------- |
| 1  | Manchester United (B) | 38    | 24 | 8  | 6  | 79 | 31 | 48  | 80 | UEFA-bajnokok ligája (csoportkör)            |
| 2  | Arsenal               | 38    | 20 | 10 | 8  | 63 | 38 | 25  | 70 | UEFA-bajnokok ligája (csoportkör)            |
| 3  | Liverpool             | 38    | 20 | 9  | 9  | 71 | 39 | 32  | 69 | UEFA-bajnokok ligája (harmadik selejtezőkör) |
| 4  | Leeds United          | 38    | 20 | 8  | 10 | 64 | 43 | 21  | 68 | 2001–2002-es UEFA-kupa (első kör)            |
| 5  | Ipswich Town          | 38    | 20 | 6  | 12 | 57 | 42 | 15  | 66 | 2001–2002-es UEFA-kupa (első kör)            |
| 6  | Chelsea               | 38    | 17 | 10 | 11 | 68 | 45 | 23  | 61 | 2001–2002-es UEFA-kupa (első kör)            |
| 7  | Sunderland            | 38    | 15 | 12 | 11 | 46 | 41 | 5   | 57 |                                              |
| 8  | Aston Villa           | 38    | 13 | 15 | 10 | 46 | 43 | 3   | 54 | 2001-es Intertotó-kupa (harmadik kör)        |
| 9  | Charlton Athletic     | 38    | 14 | 10 | 14 | 50 | 57 | −7  | 52 |                                              |
| 10 | Southampton           | 38    | 14 | 10 | 14 | 40 | 48 | −8  | 52 |                                              |
| 11 | Newcastle United      | 38    | 14 | 9  | 15 | 44 | 50 | −6  | 51 | 2001-es Intertotó-kupa (harmadik kör)        |
| 12 | Tottenham Hotspur     | 38    | 13 | 10 | 15 | 47 | 54 | −7  | 49 |                                              |
| 13 | Leicester City        | 38    | 14 | 6  | 18 | 39 | 51 | −12 | 48 |                                              |
| 14 | Middlesbrough         | 38    | 9  | 15 | 14 | 44 | 44 | 0   | 42 |                                              |
| 15 | West Ham United       | 38    | 10 | 12 | 16 | 45 | 50 | −5  | 42 |                                              |
| 16 | Everton               | 38    | 11 | 9  | 18 | 45 | 59 | −14 | 42 |                                              |
| 17 | Derby County          | 38    | 10 | 12 | 16 | 37 | 59 | −22 | 42 |                                              |
| 18 | Manchester City (K)   | 38    | 8  | 10 | 20 | 41 | 65 | −24 | 34 | Kiesett a másodosztályba                     |
| 19 | Coventry City (K)     | 38    | 8  | 10 | 20 | 36 | 63 | −27 | 34 | Kiesett a másodosztályba                     |
| 20 | Bradford City (K)     | 38    | 5  | 11 | 22 | 30 | 70 | −40 | 26 | Kiesett a másodosztályba                     |

## Statisztikák

### Góllövőlista
| Helyezés | Játékos                 | Csapat            | Gólok |
| -------- | ----------------------- | ----------------- | ----- |
| 1        | Jimmy Floyd Hasselbaink | Chelsea           | 23    |
| 2        | Marcus Stewart          | Ipswich Town      | 19    |
| 3        | Thierry Henry           | Arsenal           | 17    |
| 3        | Mark Viduka             | Leeds United      | 17    |
| 5        | Michael Owen            | Liverpool         | 16    |
| 6        | Teddy Sheringham        | Manchester United | 15    |
| 7        | Emile Heskey            | Liverpool         | 14    |
| 7        | Kevin Phillips          | Sunderland        | 14    |
| 9        | Alen Bokšić             | Middlesbrough     | 12    |

### Legtöbb gólpassz
| Helyezés | Játékos         | Csapat           | Gólpasszok |
| -------- | --------------- | ---------------- | ---------- |
| 1        | Thierry Henry   | Arsenal          | 7          |
| 2        | Nolberto Solano | Newcastle United | 6          |
| 3        | Lee Bowyer      | Leeds United     | 5          |
| 3        | Ian Harte       | Leeds United     | 5          |
| 3        | Harry Kewell    | Leeds United     | 5          |
| 3        | Robert Pirès    | Arsenal          | 5          |
| 3        | Sylvain Wiltord | Arsenal          | 5          |

## Havi díjak
| Hónap      | A hónap edzője                    | A hónap játékosa                     |
| ---------- | --------------------------------- | ------------------------------------ |
| Augusztus  | Bobby Robson (Newcastle United)   | Alan Smith (Leeds United)            |
| Szeptember | Peter Taylor (Leicester City)     | Tim Flowers (Leicester City)         |
| Október    | Arsène Wenger (Arsenal)           | Teddy Sheringham (Manchester United) |
| November   | George Burley (Ipswich Town)      | Paul Robinson (Leeds United)         |
| December   | Peter Reid (Sunderland)           | James Beattie (Southampton)          |
| Január     | Terry Venables (Middlesbrough)    | Robbie Keane (Leeds United)          |
| Február    | Alex Ferguson (Manchester United) | Stuart Pearce (West Ham United)      |
| Március    | David O'Leary (Leeds United)      | Steven Gerrard (Liverpool)           |
| Április    | David O'Leary (Leeds United)      | Gary McAllister (Liverpool)          |